# Matelea magnifolia
Matelea magnifolia là một loài thực vật có hoa trong họ La bố ma. Loài này được (Pittier) Woodson mô tả khoa học đầu tiên năm 1941.